# Матейрус

Матейрус на карте штата.

Матейрус (порт. Mateiros) — муниципалитет в Бразилии, входит в штат Токантинс. Составная часть мезорегиона Восточный Токантинс. Входит в экономико-статистический микрорегион Жалапан. Население составляет  2 223 человека на 2010 год. Занимает площадь 9 681,657 км². Плотность населения — 0,23 чел./км².

## Демография
Согласно сведениям, собранным в ходе переписи 2010 г. Национальным институтом географии и статистики (IBGE), население муниципалитета составляет:
| Полное население                               | Полное население                               | Полное население                               | Полное население                               | 2 223 |
| ---------------------------------------------- | ---------------------------------------------- | ---------------------------------------------- | ---------------------------------------------- | ----- |
| в том числе:                                   | Городское население                            | 1 417                                          | Процент городского населения, %                | 63,74 |
|                                                | Сельское население                             | 806                                            | Процент сельского населения, %                 | 36,26 |
|                                                | Мужское население                              | 1 187                                          | Процент мужского населения, %                  | 53,40 |
|                                                | Женское население                              | 1 036                                          | Процент женского населения, %                  | 46,60 |
| Плотность населения, чел/км²                   | Плотность населения, чел/км²                   | Плотность населения, чел/км²                   | Плотность населения, чел/км²                   | 0,23  |
| Население муниципалитета в % к населению штата | Население муниципалитета в % к населению штата | Население муниципалитета в % к населению штата | Население муниципалитета в % к населению штата | 0,16  |

По данным оценки 2016 года население муниципалитета составляет 2 524 жителя.

## История
Город основан 1 января 1992 года. 

## Статистика
- Валовой внутренний продукт на 2003 составляет 7.394.498,00 реалов (данные: Бразильский институт географии и статистики).
- Валовой внутренний продукт на душу населения на 2003 составляет 4.080,85 реалов (данные: Бразильский институт географии и статистики).
- Индекс развития человеческого потенциала на 2000 составляет 0,584 (данные: Программа развития ООН).

## Важнейшие населенные пункты
| № | Населённый пункт | Населённый пункт (порт.) | Категория | Население чел. (2010) | На карте                        |
| - | ---------------- | ------------------------ | --------- | --------------------- | ------------------------------- |
| 1 | Матейрус         | Mateiros                 | город     | 1 417                 | 10°32′47″ ю. ш. 46°25′02″ з. д. |
| 2 | Мумбука          | Mumbuca                  | поселок   | 82                    | 10°20′43″ ю. ш. 46°34′17″ з. д. |